# Sello Muso
Sello Muso (né le 3 mars 1986) est un footballeur lésothien. Il joue au poste de milieu avec l'équipe lésothien de Lioli FC.